# Brandmajor
|  | Sammenskrivningsforslag Artiklerne brandvæsen, Brandmajor er foreslået sammenskrevet. (Siden april 2016) Diskutér forslaget |

Brandmajor kaldtes efter forordninger af 14. oktober 1746 og 1. november 1805 den første direktør over brandvæsenet i København, mens den anden direktør benævnedes vice-brandmajor. Foruden København er stillingsbetegnelsen også anvendt andre steder, således i Dansk Vestindien.
Under brandmajorens ansvarsområde hørte blandt andet personalesager, således brandvæsenets mandskab, her under af- og tilgang, samt de ansattes anciennitetsforhold, desuden brandvæsenets materiel og inventar.
I 1868 blev Københavns Brandvæsen oprettet som kommunal institution under Magistratens 4. afdeling med vedtagelsen af en ny brandlov for København, der trådte i kraft den 1. august 1870. Både stillingen som brandmajor og den daværende brandkommission bortfaldt ved oprettelsen af det kommunale brandvæsen.